# نظرية كلوزا-كلاين
في الفيزياء، نظرية كلوزا-كلاين (نظرية KK) هي نظرية حقل موحد حاولت الجمع ما بين الجاذبية والكهرومغناطيسية وبنيت على فكرة بعد خامس متجاوزة الأبعاد الأربعة للزمان والمكان. تعتبر هذه النظرية من السلائف الهامة لنظرية الأوتار.
وقد وضعت نظرية الخمس أبعاد على ثلاثة مراحل. وجاءت هذه الفرضية الأصلية من ثيودور كلوزا، الذي أرسل نتائجه لأينشتاين عام 1919، وقام كلوزا بنشر النظرية عام 1921 بعدما شجعه أينشتاين على ذلك. مثلت نظرية كلوزا امتداداً كلاسيكياً بحتاً لنظرية النسبية العامة بجعلها خماسية الأبعاد. تألفت المترية خماسية الأبعاد من 15 مكوناً. حيث تتحدد عشرة مكونات بمترية الزمكان رباعية الأبعاد، فيما تتحدد 4 مكونات بكمون موجهة كهرومغناطيسية، ويتعرف عنصر واحد بحقل سلمي مجهول يطلق عليه أحيانا اسم «راديون» أو «ديلاتون». في المقابل، وتعطي معادلات أينشتاين خماسية الأبعاد كلاً من معادلات حقل أينشتاين رباعية الأبعاد ومعادلات ماكسويل لحقل كهرومغناطيسي ومعادلة للحقل السلمي. كما عرض كلوزا الفرضية المعروفة باسم «حالة أسطوانة» في أن لا مكون من المترية خماسية الأبعاد يعتمد على البعد الخامس. وبدون هذا الافتراض تصبح معادلات الحقل للنسبية خماسية الأبعاد أكثر تعقيداً إلى درجة كبيرة.[بحاجة لتوضيح] يبدو الفيزياء القياسية 4-الأبعاد لإظهار حالة الاسطوانة. أيضا تعيين كلوزا مجال القياسي يساوي ثابت، والتي يتم استردادها حالة النسبية العامة العادية والديناميكا الكهربائية مماثل.
طرح أوسكار كلاين عام 1926 تفسيراً كمياً لنظرية كلوزا الكلاسيكية خماسية الأبعاد، لتتفق مع الاكتشافات الأخيرة حينها لهايزنبرغ وشرودنغر. عرض كلاين فرضية التفاف البعد الخامس ومجهري، لشرح حالة الأسطوانة. كما حسب كلاين مقياساً للبعد الخامس بالاعتماد على كم الشحنة.[بحاجة لتوضيح]
لم يكن حتى أربعينات القرن العشرين أن تم الانتهاء من النظرية الكلاسيكية، وتم الحصول على معادلات الحقل بالكامل بما في ذلك حقل عددي ثلاث مجموعات بحثية مستقلة: ثيري، والعمل في فرنسا على أطروحته تحت ليتشوينر. لودفيغ، ومولر في ألمانيا، مع إدخال الحرج من باولي وفيرز. وشيرر تعمل وحدها في سويسرا. أدى العمل في الأردن لنظرية العددية-موتر من النخالة وديك. كانت النخالة وديك على ما يبدو على علم ثيري أو شيرر. المعادلات كلوزا كاملة تحت شرط اسطوانة معقدة جدا، ومعظم الاستعراضات باللغة الإنجليزية وكذلك ترجمة اللغة الإنجليزية من ثيري تحتوي على بعض الأخطاء. تم تقييم المعادلات كالوزا كاملة مؤخرا باستخدام برنامج موتر الجبر